# Relatie (personen)
Een verhouding, verwantschap of relatie tussen twee of meer mensen, is de betrekking waarin zij tot elkaar staan.

## Verandering van relaties door de geschiedenis heen
Mensen zijn voor hun (voort)bestaan afhankelijk van andere mensen. Ze worden dus gedwongen om samen te leven. Maatschappijen evolueerden van kleine jachtsamenlevingen naar grotere agrarische gemeenschappen, en via de 19e-eeuwse industriële naar de huidige, 21ste-eeuwse postindustriële samenleving. Daarbij zijn meer en meer mensen, via de wereldhandel en recenter het internet, over steeds grotere afstanden afhankelijk geworden van elkaar. Alleen al op grond van de gedragen kleding en het geconsumeerde voedsel zijn er netwerken te ontwaren die de hele wereld omvatten. Dit proces van toenemende interdependentie hangt nauw samen met een andere langetermijnontwikkeling, namelijk die van een toenemende sociale differentiatie.

### Differentiatie
In het stamleven van de jachtsamenleving zijn de economische, politieke, affectieve en cognitieve bindingen met elkaar verstrengeld. Naarmate samenlevingen zich ontwikkelden, vormden zich  instituties, met specialisaties in een productieve functie, een beschermingsfunctie, in de bevrediging van affectieve behoeften en in kennisoverdracht. In de moderne samenleving zijn relaties, in de brede zin van het woord, steeds functioneler geworden. De verschillende soorten afhankelijkheden zijn netjes gespreid over gespecialiseerde takken van de verschillende netwerken.

### (On-)afhankelijkheid
Zo werd het in sterk gedifferentieerde samenlevingen mogelijk om afhankelijk te zijn van een veelheid van vrij anonieme instellingen, en daarbij weinig afhankelijk te zijn van aanwijsbare personen. Die situatie kan mensen het gevoel geven dat ze onafhankelijk zijn; ze hebben hun afhankelijkheden zo strategisch verdeeld dat ze ervaren aan niemand in het bijzonder sterk gebonden te zijn. Anderzijds komt het ze voor verstrikt te zijn geraakt in een kluwen van bindingen. Men voelt zich in toenemende mate afhankelijk van anonieme, onpersoonlijke instellingen. Deze tegenstrijdige sensaties werd door de socioloog Norbert Elias, in zijn magnum opus Über den Prozeß der Zivilisation, aangeduid als het 'homo clausus'-gevoel: het idee onafhankelijk te zijn van anderen, en tegelijkertijd het gevoel hebben dat men bedreigd wordt door de maatschappij.